# Acolobus sericeus
Acolobus sericeus là một loài tò vò trong họ Ichneumonidae.